# Élections municipales de 2021 en Beauce-Sartigan
Pour un article plus général, voir Élections municipales de 2021 en Chaudière-Appalaches.
Cet article concerne les élections municipales de 2021 en Chaudière-Appalaches dans la municipalité régionale de comté de Beauce-Sartigan.

## Beauce-Sartigan

### La Guadeloupe
Résultats
|             | Élection (2017)                                                                         | Dissolution (2021)                                                                    | Élection (2021)                                                                          |
| Maire       | Carl Boilard                                                                            | Carl Boilard                                                                          | Vanessa Roy                                                                              |
| Conseillers | Frédéric Poulin Noël Vigneault Karen Talbot Suzanne Veilleux Vincent Breton Vanessa Roy | Réal Rodrigue Noël Vigneault Karen Talbot Suzanne Veilleux Vincent Breton Vanessa Roy | Pierre Grondin Pier-Luc Gosselin Dave Roy Aucune candidature Vincent Breton Carl Boilard |

| Candidats pour la mairie                | Vote            | %               |
| --------------------------------------- | --------------- | --------------- |
| Vanessa Roy (Sortante d'un autre poste) | Sans opposition | Sans opposition |

| Candidats conseiller #1 | Vote            | %               |
| ----------------------- | --------------- | --------------- |
| Pierre Grondin          | Sans opposition | Sans opposition |

| Candidats conseiller #2 | Vote            | %               |
| ----------------------- | --------------- | --------------- |
| Pier-Luc Gosselin       | Sans opposition | Sans opposition |

| Candidats conseiller #3 | Vote            | %               |
| ----------------------- | --------------- | --------------- |
| Dave Roy                | Sans opposition | Sans opposition |

| Candidats conseiller #4 | Vote | % |
| ----------------------- | ---- | - |
| Aucune candidature      |      |   |

| Candidats conseiller #5  | Vote            | %               |
| ------------------------ | --------------- | --------------- |
| Vincent Breton (Sortant) | Sans opposition | Sans opposition |

| Candidats conseiller #6                 | Vote            | %               |
| --------------------------------------- | --------------- | --------------- |
| Carl Boilard (Sortant d'un autre poste) | Sans opposition | Sans opposition |

- Démission de Pier-Luc Gosselin, conseiller #2, rapidement après l'élection[1].

- Entrée en fonction de Guylaine Gagnon au poste de conseillère #4 lors de la séance du 13 décembre 2021[2].

| Candidats conseiller #4 | Vote | %   |
| ----------------------- | ---- | --- |
| Guylaine Gagnon         | n/a  | n/a |

- Élection de Frédéric Poulin au poste de conseiller #2 le 27 février 2022[3].

| Candidats conseiller #2 | Vote        | %     |
| ----------------------- | ----------- | ----- |
| Frédéric Poulin         | 138         | 78,41 |
| Sonia Bolduc            | 38          | 21,59 |
| Bulletins rejetés       | 1           |       |
| Taux de participation   | 177 / 1 334 | 13,27 |

### Lac-Poulin
Résultats
|             | Élection (2017)                                                                             | Dissolution (2021) | Élection (2021)                                                                      |
| Maire       | Manon Veilleux                                                                              | Manon Veilleux     | Léon Drouin                                                                          |
| Conseillers | Jeannot Drouin Michel Paquet Adam Veilleux Benoit Dancause Étienne Pomerleau Josée Bouchard |                    | Roch Asselin Louis-Jérôme Doyon Adam Veilleux Linda Giroux Denis Lévesque Anne Caron |

| Taux de participation :                | Taux de participation :                | Taux de participation :                | Taux de participation :                | Taux de participation :                | 92,3 % |
| Nombre de votes valides :              | Nombre de votes valides :              | Nombre de votes valides :              | Nombre de votes valides :              | Nombre de votes valides :              | 180    |
| Nombre de votes rejetées à la mairie : | Nombre de votes rejetées à la mairie : | Nombre de votes rejetées à la mairie : | Nombre de votes rejetées à la mairie : | Nombre de votes rejetées à la mairie : | 1      |
| Nombre d'électeurs inscrits :          | Nombre d'électeurs inscrits :          | Nombre d'électeurs inscrits :          | Nombre d'électeurs inscrits :          | Nombre d'électeurs inscrits :          | 196    |

| Partis | Partis             | Candidats pour la mairie                     | Vote | %     |
| ------ | ------------------ | -------------------------------------------- | ---- | ----- |
|        | Équipe Léon Drouin | Léon Drouin                                  | 112  | 62,22 |
|        | Indépendant        | Étienne Pomerleau (Sortant d'un autre poste) | 68   | 37,78 |

| Partis | Partis             | Candidats conseiller #1 | Vote | %     |
| ------ | ------------------ | ----------------------- | ---- | ----- |
|        | Équipe Léon Drouin | Roch Asselin            | 122  | 68,54 |
|        | Indépendant        | Annie Martel            | 56   | 31,46 |

| Partis | Partis             | Candidats conseiller #2 | Vote            | %               |
| ------ | ------------------ | ----------------------- | --------------- | --------------- |
|        | Équipe Léon Drouin | Louis-Jérôme Doyon      | Sans opposition | Sans opposition |

| Partis | Partis             | Candidats conseiller #3 | Vote            | %               |
| ------ | ------------------ | ----------------------- | --------------- | --------------- |
|        | Équipe Léon Drouin | Adam Veilleux (Sortant) | Sans opposition | Sans opposition |

| Partis | Partis             | Candidats conseiller #4   | Vote | %     |
| ------ | ------------------ | ------------------------- | ---- | ----- |
|        | Équipe Léon Drouin | Linda Giroux              | 109  | 60,89 |
|        | Indépendant        | Benoît Dancause (Sortant) | 70   | 39,11 |

| Partis | Partis             | Candidats conseiller #5 | Vote            | %               |
| ------ | ------------------ | ----------------------- | --------------- | --------------- |
|        | Équipe Léon Drouin | Denis Lévesque          | Sans opposition | Sans opposition |

| Partis | Partis             | Candidats conseiller #6 | Vote            | %               |
| ------ | ------------------ | ----------------------- | --------------- | --------------- |
|        | Équipe Léon Drouin | Anne Caron              | Sans opposition | Sans opposition |

- Démission de Louis-Jérôme Doyon, conseiller #2, et ded'Adam Veilleur, conseiller #3, lors de la séance du 5 septembre 2023[4].

- Élection sans opposition de Pascal Vallée au poste de conseiller #2 et de Benoit Dancause au poste de conseiller #3 le 10 décembre 2023[5].

| Candidats conseiller #2 | Vote            | %               |
| ----------------------- | --------------- | --------------- |
| Pascal Vallée           | Sans opposition | Sans opposition |

| Candidats conseiller #3 | Vote            | %               |
| ----------------------- | --------------- | --------------- |
| Benoit Dancause         | Sans opposition | Sans opposition |

### Notre-Dame-des-Pins
Résultats
|             | Élection (2017)                                                                           | Dissolution (2021)                                                                        | Élection (2021)                                                                               |
| Maire       | Lyne Bourque                                                                              | Lyne Bourque                                                                              | Alain Veilleux                                                                                |
| Conseillers | Pierre Quirion Lise Rancourt Daniel Fortin Marc-Ange Doyon Stéphane Auclair Marcel Busque | Pierre Quirion Lise Rancourt Daniel Fortin Marc-Ange Doyon Stéphane Auclair Marcel Busque | Denis Gosselin Win Le Phan Isabelle Paquet Christian Lessard Stéphane Auclair Michel Veilleux |

| Partis | Partis             | Candidats pour la mairie | Vote            | %               |
| ------ | ------------------ | ------------------------ | --------------- | --------------- |
|        | Progrès Notre-Dame | Alain Veilleux           | Sans opposition | Sans opposition |

| Partis | Partis             | Candidats conseiller #1 | Vote            | %               |
| ------ | ------------------ | ----------------------- | --------------- | --------------- |
|        | Progrès Notre-Dame | Denis Gosselin          | Sans opposition | Sans opposition |

| Partis | Partis             | Candidats conseiller #2 | Vote | %     |
| ------ | ------------------ | ----------------------- | ---- | ----- |
|        | Progrès Notre-Dame | Win Le Phan             | 256  | 64,97 |
|        | Indépendante       | Alexandra Bolduc        | 138  | 35,03 |

| Partis | Partis             | Candidats conseiller #3 | Vote            | %               |
| ------ | ------------------ | ----------------------- | --------------- | --------------- |
|        | Progrès Notre-Dame | Isabelle Paquet         | Sans opposition | Sans opposition |

| Partis | Partis             | Candidats conseiller #4 | Vote            | %               |
| ------ | ------------------ | ----------------------- | --------------- | --------------- |
|        | Progrès Notre-Dame | Christian Lessard       | Sans opposition | Sans opposition |

| Partis | Partis      | Candidats conseiller #5 | Vote            | %               |
| ------ | ----------- | ----------------------- | --------------- | --------------- |
|        | Indépendant | Stéphane Auclair        | Sans opposition | Sans opposition |

| Partis | Partis             | Candidats conseiller #6 | Vote            | %               |
| ------ | ------------------ | ----------------------- | --------------- | --------------- |
|        | Progrès Notre-Dame | Michel Veilleux         | Sans opposition | Sans opposition |

### Saint-Benoît-Labre
Résultats
|             | Élection (2017)                                                                           | Dissolution (2021)                                                                        | Élection (2021)                                                                                |
| Maire       | Éric Rouillard                                                                            | Éric Rouillard                                                                            | Jean-Marc Doyon                                                                                |
| Conseillers | Michel Gosselin Marc Grenier Pier-Luc Gilbert Myrianne Poulin Jonathan Pépin France Bégin | Michel Gosselin Marc Grenier Pier-Luc Gilbert Myrianne Poulin Jonathan Pépin France Bégin | Ginette Lessard Marc Cloutier Pier-Luc Gilbert Claude Fournier Jonathan Pépin Coralie Rodrigue |

| Taux de participation :                | Taux de participation :                | Taux de participation :                | Taux de participation :                | Taux de participation :                | 45,7 % |
| Nombre de votes valides :              | Nombre de votes valides :              | Nombre de votes valides :              | Nombre de votes valides :              | Nombre de votes valides :              | 622    |
| Nombre de votes rejetées à la mairie : | Nombre de votes rejetées à la mairie : | Nombre de votes rejetées à la mairie : | Nombre de votes rejetées à la mairie : | Nombre de votes rejetées à la mairie : | 10     |
| Nombre d'électeurs inscrits :          | Nombre d'électeurs inscrits :          | Nombre d'électeurs inscrits :          | Nombre d'électeurs inscrits :          | Nombre d'électeurs inscrits :          | 1 384  |

| Candidats pour la mairie | Vote | %     |
| ------------------------ | ---- | ----- |
| Jean-Marc Doyon          | 426  | 68,49 |
| Éric Rouillard (Sortant) | 196  | 31,51 |

| Candidats conseiller #1   | Vote | %     |
| ------------------------- | ---- | ----- |
| Ginette Lessard           | 394  | 64,17 |
| Michel Gosselin (Sortant) | 220  | 35,83 |

| Candidats conseiller #2 | Vote            | %               |
| ----------------------- | --------------- | --------------- |
| Marc Cloutier           | Sans opposition | Sans opposition |

| Candidats conseiller #3    | Vote | %     |
| -------------------------- | ---- | ----- |
| Pier-Luc Gilbert (Sortant) | 381  | 61,85 |
| Mélanie Raymond            | 235  | 38,15 |

| Candidats conseiller #4 | Vote | %     |
| ----------------------- | ---- | ----- |
| Claude Fournier         | 357  | 57,77 |
| Martin Busque           | 261  | 42,33 |

| Candidats conseiller #5  | Vote            | %               |
| ------------------------ | --------------- | --------------- |
| Jonathan Pépin (Sortant) | Sans opposition | Sans opposition |

| Candidats conseiller #6 | Vote | %     |
| ----------------------- | ---- | ----- |
| Coralie Rodrigue        | 413  | 66,72 |
| France Bégin (Sortante) | 206  | 33,28 |

- Démission de Coralie Rodrigue, conseillère #6, le 30 septembre 2022[6].

- Élection de Mélanie Raymond au poste de conseillère #6 le 26 février 2023[7].

| Candidats conseiller #6 | Vote        | %     |
| ----------------------- | ----------- | ----- |
| Mélanie Raymond         | 171         | 63,10 |
| Michel Gosselin         | 100         | 36,90 |
| Bulletins rejetés       | 7           |       |
| Taux de participation   | 278 / 1 394 | 19,94 |

- Démission de Pier-Luc Gilbert, conseiller #3, le 6 juin 2023[8].

- Élection sans opposition de Louis-David Bonin au poste de conseiller #3 le 1er octobre 2023[9].

| Candidats conseiller #3 | Vote            | %               |
| ----------------------- | --------------- | --------------- |
| Louis-David Bonin       | Sans opposition | Sans opposition |

### Saint-Côme–Linière
Résultats
|             | Élection (2017)                                                                        | Dissolution (2021)                                                                     | Élection (2021)                                                                              |
| Maire       | Yvon Paquet                                                                            | Yvon Paquet                                                                            | Gabriel Giguère                                                                              |
| Conseillers | Sylvie Bruneau Robby Poulin Gilles Pedneault Gaétan Tremblay Louise Paquet Alain Dumas | Sylvie Bruneau Robby Poulin Gilles Pedneault Gaétan Tremblay Louise Paquet Alain Dumas | Simon Breton Johanne Morin Annick Lacroix-Maranda Steven Lebel Jean-Denis Paquet Alain Dumas |

| Taux de participation :                | Taux de participation :                | Taux de participation :                | Taux de participation :                | Taux de participation :                | 49,6 % |
| Nombre de votes valides :              | Nombre de votes valides :              | Nombre de votes valides :              | Nombre de votes valides :              | Nombre de votes valides :              | 1 216  |
| Nombre de votes rejetées à la mairie : | Nombre de votes rejetées à la mairie : | Nombre de votes rejetées à la mairie : | Nombre de votes rejetées à la mairie : | Nombre de votes rejetées à la mairie : | 23     |
| Nombre d'électeurs inscrits :          | Nombre d'électeurs inscrits :          | Nombre d'électeurs inscrits :          | Nombre d'électeurs inscrits :          | Nombre d'électeurs inscrits :          | 2 498  |

| Candidats pour la mairie | Vote | %     |
| ------------------------ | ---- | ----- |
| Gabriel Giguère          | 767  | 63,08 |
| Robby Poulin (Sortant)   | 449  | 36,92 |

| Candidats conseiller #1   | Vote | %     |
| ------------------------- | ---- | ----- |
| Simon Breton              | 588  | 48,72 |
| Sylvie Bruneau (Sortante) | 374  | 30,99 |
| Yvan Bélanger             | 245  | 20,30 |

| Candidats conseiller #2 | Vote            | %               |
| ----------------------- | --------------- | --------------- |
| Johanne Morin           | Sans opposition | Sans opposition |

| Candidats conseiller #3 | Vote | %     |
| ----------------------- | ---- | ----- |
| Annick Lacroix-Maranda  | 615  | 50,83 |
| Gaston Dumas            | 595  | 49,17 |

| Candidats conseiller #4 | Vote            | %               |
| ----------------------- | --------------- | --------------- |
| Steven Lebel            | Sans opposition | Sans opposition |

| Candidats conseiller #5 | Vote | %     |
| ----------------------- | ---- | ----- |
| Jean-Denis Paquet       | 687  | 57,06 |
| Louise Paquet (Sortant) | 517  | 42,94 |

| Candidats conseiller #6   | Vote | %     |
| ------------------------- | ---- | ----- |
| Alain Dumas (Sortant)     | 739  | 60,97 |
| Gaétan Tremblay (Sortant) | 473  | 39,03 |

- Démission de Johanne Morin, conseillère #1, avant la séance du 14 février 2022[10],[11].

- Démission d'Annick Lacroix-Maranda, conseillère #3, avant la séance du 13 juin 2022[10],[12].

- Élection de Bianca Perreault au poste de conseillère #2 le 1er mai 2023[10].

| Candidats conseiller #2 | Vote | %   |
| ----------------------- | ---- | --- |
| Bianca Perreault        | n/d  | n/d |

- Élection sans opposition de Yvan Bélanger au poste de conseiller #3 le 30 octobre 2023[10].

| Candidats conseiller #3 | Vote            | %               |
| ----------------------- | --------------- | --------------- |
| Yvan Bélanger           | Sans opposition | Sans opposition |

### Saint-Éphrem-de-Beauce
Résultats
|             | Élection (2017)                                                                                   | Dissolution (2021)                                                                                | Élection (2021)                                                                            |
| Maire       | Normand Roy                                                                                       | Normand Roy                                                                                       | André Longchamps                                                                           |
| Conseillers | Marc-André Mathieu Carl Gilbert Marie-Josée Plante Josée Busque Philippe Couture André Longchamps | Marc-André Mathieu Carl Gilbert Marie-Josée Plante Josée Busque Philippe Couture André Longchamps | Patrick Plante Carl Gilbert Marie-Josée Plante Josée Busque Philippe Couture Steven Fortin |

| Candidats pour la mairie                    | Vote            | %               |
| ------------------------------------------- | --------------- | --------------- |
| André Longchamps (Sortant d'un autre poste) | Sans opposition | Sans opposition |

| Candidats conseiller #1      | Vote | %     |
| ---------------------------- | ---- | ----- |
| Patrick Plante               | 360  | 61,43 |
| Marc-André Mathieu (Sortant) | 226  | 38,57 |

| Candidats conseiller #2 | Vote            | %               |
| ----------------------- | --------------- | --------------- |
| Carl Gilbert (Sortant)  | Sans opposition | Sans opposition |

| Candidats conseiller #3       | Vote            | %               |
| ----------------------------- | --------------- | --------------- |
| Marie-Josée Plante (Sortante) | Sans opposition | Sans opposition |

| Candidats conseiller #4 | Vote            | %               |
| ----------------------- | --------------- | --------------- |
| Josée Busque (Sortante) | Sans opposition | Sans opposition |

| Candidats conseiller #5    | Vote            | %               |
| -------------------------- | --------------- | --------------- |
| Philippe Couture (Sortant) | Sans opposition | Sans opposition |

| Candidats conseiller #6 | Vote            | %               |
| ----------------------- | --------------- | --------------- |
| Steven Fortin           | Sans opposition | Sans opposition |

### Saint-Évariste-de-Forsyth
Résultats
|             | Élection (2017)                                                                              | Dissolution (2021)                                                                           | Élection (2021)                                                                                   |
| Maire       | Camil Martin                                                                                 | Camil Martin                                                                                 | Camil Martin                                                                                      |
| Conseillers | Martine Giguère Léandre Lessard Gilles Daraîche Dave Laplante Maurice Lachance Yvette Poulin | Martine Giguère Léandre Lessard Gilles Daraîche Dave Laplante Maurice Lachance Yvette Poulin | Martine Giguère Léandre Lessard Gilles Daraîche Maurice Lachance Martin Hallé Jean-François Major |

| Candidats pour la mairie | Vote            | %               |
| ------------------------ | --------------- | --------------- |
| Camil Martin (Sortant)   | Sans opposition | Sans opposition |

| Candidats conseiller #1    | Vote            | %               |
| -------------------------- | --------------- | --------------- |
| Martine Giguère (Sortante) | Sans opposition | Sans opposition |

| Candidats conseiller #2   | Vote            | %               |
| ------------------------- | --------------- | --------------- |
| Léandre Lessard (Sortant) | Sans opposition | Sans opposition |

| Candidats conseiller #3   | Vote            | %               |
| ------------------------- | --------------- | --------------- |
| Gilles Daraîche (Sortant) | Sans opposition | Sans opposition |

| Candidats conseiller #4                     | Vote | %     |
| ------------------------------------------- | ---- | ----- |
| Maurice Lachance (Sortant d'un autre poste) | 148  | 83,62 |
| Alain Drouin                                | 29   | 16,38 |

| Candidats conseiller #5 | Vote            | %               |
| ----------------------- | --------------- | --------------- |
| Martin Hallé            | Sans opposition | Sans opposition |

| Candidats conseiller #6 | Vote            | %               |
| ----------------------- | --------------- | --------------- |
| Jean-François Major     | Sans opposition | Sans opposition |

### Saint-Georges
Résultats
|             | Élection (2017) | Dissolution (2021) | Élection (2021) |
| Maire       | Claude Morin | Claude Morin | Claude Morin |
| Conseillers | Serge Thomassin Tom Redmond Jean Perron Esther Fortin Manon Bougie Jean-Pierre Fortier Solange Thibodeau Renaud Fortier | Serge Thomassin Tom Redmond Jean Perron Esther Fortin Manon Bougie Jean-Pierre Fortier Solange Thibodeau Renaud Fortier | Serge Thomassin Tom Redmond Jean Perron Esther Fortin Manon Bougie Jean-Pierre Fortier Olivier Duval Renaud Fortier |

| Candidats pour la mairie | Vote            | %               |
| ------------------------ | --------------- | --------------- |
| Claude Morin (Sortant)   | Sans opposition | Sans opposition |

| Candidats district #1     | Vote            | %               |
| ------------------------- | --------------- | --------------- |
| Serge Thomassin (Sortant) | Sans opposition | Sans opposition |

| Candidats district #2 | Vote            | %               |
| --------------------- | --------------- | --------------- |
| Tom Redmond (Sortant) | Sans opposition | Sans opposition |

| Candidats district #3 | Vote            | %               |
| --------------------- | --------------- | --------------- |
| Jean Perron (Sortant) | Sans opposition | Sans opposition |

| Candidats district #4    | Vote            | %               |
| ------------------------ | --------------- | --------------- |
| Esther Fortin (Sortante) | Sans opposition | Sans opposition |

| Candidats district #5   | Vote            | %               |
| ----------------------- | --------------- | --------------- |
| Manon Bougie (Sortante) | Sans opposition | Sans opposition |

| Candidats district #6          | Vote | %     |
| ------------------------------ | ---- | ----- |
| Jean-Pierre Fortier (Sortante) | 716  | 65,57 |
| Martin Veilleux                | 376  | 34,43 |

| Candidats district #7 | Vote | %     |
| --------------------- | ---- | ----- |
| Olivier Duval         | 382  | 57,36 |
| Daniel Desmarais      | 284  | 42,64 |

| Candidats district #8    | Vote            | %               |
| ------------------------ | --------------- | --------------- |
| Renaud Fortier (Sortant) | Sans opposition | Sans opposition |

### Saint-Gédéon-de-Beauce
Résultats
|             | Élection (2017)                                                                                          | Dissolution (2021)                                                                                       | Élection (2021)                                                                                      |
| Maire       | Alain Quirion                                                                                            | Alain Quirion                                                                                            | Alain Quirion                                                                                        |
| Conseillers | Christian Bégin Claude Deblois Germain Fortin Claude Lachance Damien Alain Nadeau (Croteau) Rémi Tanguay | Christian Bégin Claude Deblois Germain Fortin Claude Lachance Damien Alain Nadeau (Croteau) Rémi Tanguay | Jean-Philippe Mercier Claude Dubois Cathy Bisson Claude Lachance Alain Nadeau (Croteau) Rémi Tanguay |

| Taux de participation :                | Taux de participation :                | Taux de participation :                | Taux de participation :                | Taux de participation :                | 56,0 % |
| Nombre de votes valides :              | Nombre de votes valides :              | Nombre de votes valides :              | Nombre de votes valides :              | Nombre de votes valides :              | 934    |
| Nombre de votes rejetées à la mairie : | Nombre de votes rejetées à la mairie : | Nombre de votes rejetées à la mairie : | Nombre de votes rejetées à la mairie : | Nombre de votes rejetées à la mairie : | 4      |
| Nombre d'électeurs inscrits :          | Nombre d'électeurs inscrits :          | Nombre d'électeurs inscrits :          | Nombre d'électeurs inscrits :          | Nombre d'électeurs inscrits :          | 1 676  |

| Candidats pour la mairie | Vote | %     |
| ------------------------ | ---- | ----- |
| Alain Quirion (Sortant)  | 554  | 59,31 |
| Michel Nadeau            | 319  | 34,15 |
| Marie-Douce Morin        | 61   | 6,53  |

| Candidats conseiller #1   | Vote | %     |
| ------------------------- | ---- | ----- |
| Jean-Philippe Mercier     | 496  | 53,45 |
| Christian Bégin (Sortant) | 432  | 46,55 |

| Candidats conseiller #2  | Vote | %     |
| ------------------------ | ---- | ----- |
| Claude Deblois (Sortant) | 512  | 54,70 |
| Sabrina Tanguay-Lachance | 424  | 45,30 |

| Candidats conseiller #3  | Vote | %     |
| ------------------------ | ---- | ----- |
| Cathy Bisson             | 511  | 55,42 |
| Germain Fortin (Sortant) | 411  | 44,58 |

| Candidats conseiller #4   | Vote | %     |
| ------------------------- | ---- | ----- |
| Claude Lachance (Sortant) | 692  | 74,33 |
| Mylène Gilbert            | 239  | 25,67 |

| Candidats conseiller #5          | Vote | %     |
| -------------------------------- | ---- | ----- |
| Alain Nadeau (Croteau) (Sortant) | 619  | 66,70 |
| Claude Gilbert                   | 309  | 33,30 |

| Candidats conseiller #6 | Vote | %     |
| ----------------------- | ---- | ----- |
| Rémi Tanguay (Sortant)  | 559  | 60,11 |
| Jimmy Tanguay           | 371  | 39,89 |

### Saint-Hilaire-de-Dorset
Résultats
|             | Élection (2017)                                                                                 | Dissolution (2021)                                                                              | Élection (2021)                                                                          |
| Maire       | Ghislain Jacques                                                                                | Ghislain Jacques                                                                                | Francine Fournier                                                                        |
| Conseillers | Marcel Élément Lise Garant Pierre Levasseur Michel Breton Jasmin Létourneau Berthold Létourneau | Marcel Élément Lise Garant Pierre Levasseur Michel Breton Jasmin Létourneau Berthold Létourneau | Marcel Élément Lise Garant Michel Lindsay Michel Breton Jasmin Létourneau Lucien Beaudry |

| Candidats pour la mairie | Vote            | %               |
| ------------------------ | --------------- | --------------- |
| Francine Fournier        | Sans opposition | Sans opposition |

| Candidats conseiller #1  | Vote            | %               |
| ------------------------ | --------------- | --------------- |
| Marcel Élément (Sortant) | Sans opposition | Sans opposition |

| Candidats conseiller #2 | Vote            | %               |
| ----------------------- | --------------- | --------------- |
| Lise Garant (Sortante)  | Sans opposition | Sans opposition |

| Candidats conseiller #3 | Vote            | %               |
| ----------------------- | --------------- | --------------- |
| Michel Lindsay          | Sans opposition | Sans opposition |

| Candidats conseiller #4 | Vote            | %               |
| ----------------------- | --------------- | --------------- |
| Michel Breton (Sortant) | Sans opposition | Sans opposition |

| Candidats conseiller #5     | Vote            | %               |
| --------------------------- | --------------- | --------------- |
| Jasmin Létourneau (Sortant) | Sans opposition | Sans opposition |

| Candidats conseiller #6 | Vote            | %               |
| ----------------------- | --------------- | --------------- |
| Lucien Beaudry          | Sans opposition | Sans opposition |

### Saint-Honoré-de-Shenley
Résultats
|             | Élection (2017)                                                                          | Dissolution (2021)                                                             | Élection (2021)                                                                             |
| Maire       | Dany Quirion                                                                             | Dany Quirion                                                                   | Dany Quirion                                                                                |
| Conseillers | Stéphane Quirion Karine Champagne Alain Carrier Shawn Marier Alain Poulin Charles Bolduc | Vacant Karine Champagne Alain Carrier Shawn Marier Alain Poulin Cédric Quirion | Francis Quirion Karine Champagne Stéphane Veilleux Shawn Marier Alain Poulin Cédric Quirion |

| Taux de participation :                | Taux de participation :                | Taux de participation :                | Taux de participation :                | Taux de participation :                | 63,4 % |
| Nombre de votes valides :              | Nombre de votes valides :              | Nombre de votes valides :              | Nombre de votes valides :              | Nombre de votes valides :              | 741    |
| Nombre de votes rejetées à la mairie : | Nombre de votes rejetées à la mairie : | Nombre de votes rejetées à la mairie : | Nombre de votes rejetées à la mairie : | Nombre de votes rejetées à la mairie : | 10     |
| Nombre d'électeurs inscrits :          | Nombre d'électeurs inscrits :          | Nombre d'électeurs inscrits :          | Nombre d'électeurs inscrits :          | Nombre d'électeurs inscrits :          | 1 185  |

| Candidats pour la mairie | Vote | %     |
| ------------------------ | ---- | ----- |
| Dany Quirion (Sortant)   | 492  | 66,40 |
| Pascal Vigneault         | 249  | 33,60 |

| Candidats conseiller #1 | Vote            | %               |
| ----------------------- | --------------- | --------------- |
| Francis Quirion         | Sans opposition | Sans opposition |

| Candidats conseiller #2     | Vote            | %               |
| --------------------------- | --------------- | --------------- |
| Karine Champagne (Sortante) | Sans opposition | Sans opposition |

| Candidats conseiller #3 | Vote | %     |
| ----------------------- | ---- | ----- |
| Stéphane Veilleux       | 376  | 51,30 |
| Patrick Roy             | 357  | 48,70 |

| Candidats conseiller #4 | Vote | %     |
| ----------------------- | ---- | ----- |
| Shawn Marier (Sortant)  | 431  | 59,04 |
| Simon Deblois           | 299  | 40,96 |

| Candidats conseiller #5 | Vote | %     |
| ----------------------- | ---- | ----- |
| Alain Poulin (Sortant)  | 465  | 63,61 |
| Jean-Guy Quirion        | 266  | 36,39 |

| Candidats conseiller #6  | Vote            | %               |
| ------------------------ | --------------- | --------------- |
| Cédric Quirion (Sortant) | Sans opposition | Sans opposition |

### Saint-Martin
Résultats
|             | Élection (2017)                                                               | Dissolution (2021)                                                            | Élection (2021)                                                                         |
| Maire       | Éric Giguère                                                                  | Éric Giguère                                                                  | Yvan Paré                                                                               |
| Conseillers | Jean-Guy Morin André Roy Robert Lessard Yvan Paré Michel Marcoux Milisa Pépin | Jean-Guy Morin André Roy Robert Lessard Yvan Paré Michel Marcoux Milisa Pépin | René Rancourt Louis Bilodeau Robert Lessard Guylaine Poulin Michel Marcoux Milisa Pépin |

| Taux de participation :                | Taux de participation :                | Taux de participation :                | Taux de participation :                | Taux de participation :                | 50,9 % |
| Nombre de votes valides :              | Nombre de votes valides :              | Nombre de votes valides :              | Nombre de votes valides :              | Nombre de votes valides :              | 985    |
| Nombre de votes rejetées à la mairie : | Nombre de votes rejetées à la mairie : | Nombre de votes rejetées à la mairie : | Nombre de votes rejetées à la mairie : | Nombre de votes rejetées à la mairie : | 18     |
| Nombre d'électeurs inscrits :          | Nombre d'électeurs inscrits :          | Nombre d'électeurs inscrits :          | Nombre d'électeurs inscrits :          | Nombre d'électeurs inscrits :          | 1 971  |

| Candidats pour la mairie             | Vote | %     |
| ------------------------------------ | ---- | ----- |
| Yvan Paré (Sortant d'un autre poste) | 526  | 53,40 |
| André Roy (Sortant d'un autre poste) | 459  | 46,60 |

| Candidats conseiller #1  | Vote | %     |
| ------------------------ | ---- | ----- |
| René Rancourt            | 519  | 54,46 |
| Jean-Guy Morin (Sortant) | 434  | 45,54 |

| Candidats conseiller #2 | Vote            | %               |
| ----------------------- | --------------- | --------------- |
| Louis Bilodeau          | Sans opposition | Sans opposition |

| Candidats conseiller #3  | Vote            | %               |
| ------------------------ | --------------- | --------------- |
| Robert Lessard (Sortant) | Sans opposition | Sans opposition |

| Candidats conseiller #4 | Vote            | %               |
| ----------------------- | --------------- | --------------- |
| Guylaine Poulin         | Sans opposition | Sans opposition |

| Candidats conseiller #5  | Vote            | %               |
| ------------------------ | --------------- | --------------- |
| Michel Marcoux (Sortant) | Sans opposition | Sans opposition |

| Candidats conseiller #6 | Vote            | %               |
| ----------------------- | --------------- | --------------- |
| Milisa Pépin (Sortante) | Sans opposition | Sans opposition |

### Saint-Philibert
Résultats
|             | Élection (2017)                                                                          | Dissolution (2021)                                                                   | Élection (2021)                                                                                        |
| Maire       | Jean-Guy Plante                                                                          | François Morin                                                                       | François Morin                                                                                         |
| Conseillers | Aucune candidature Catherine Rodrigue Marie-Jeanne Ouellet Louison Busque François Morin | Louise Gilbert Vacant France Loignon Marie-Jeanne Ouellet Louison Busque René Drouin | Jean François Poulin Aucune candidature France Loignon Marie-Jeanne Ouellet Louison Busque René Drouin |

| Candidats pour la mairie | Vote            | %               |
| ------------------------ | --------------- | --------------- |
| François Morin (Sortant) | Sans opposition | Sans opposition |

| Candidats conseiller #1 | Vote            | %               |
| ----------------------- | --------------- | --------------- |
| Jean François Poulin    | Sans opposition | Sans opposition |

| Candidats conseiller #2 | Vote | % |
| ----------------------- | ---- | - |
| Aucune candidature      |      |   |

| Candidats conseiller #3   | Vote            | %               |
| ------------------------- | --------------- | --------------- |
| France Loignon (Sortante) | Sans opposition | Sans opposition |

| Candidats conseiller #4         | Vote            | %               |
| ------------------------------- | --------------- | --------------- |
| Marie-Jeanne Ouellet (Sortante) | Sans opposition | Sans opposition |

| Candidats conseiller #5  | Vote            | %               |
| ------------------------ | --------------- | --------------- |
| Louison Busque (Sortant) | Sans opposition | Sans opposition |

| Candidats conseiller #6  | Vote            | %               |
| ------------------------ | --------------- | --------------- |
| François Morin (Sortant) | Sans opposition | Sans opposition |

- Élection de Jean Dallaire au poste de conseiller #2 le 23 janvier 2022[13].

| Candidats conseiller #2 | Vote     | %     |
| ----------------------- | -------- | ----- |
| Jean Dallaire           | 43       | 70,49 |
| Vincent Nadeau          | 18       | 29,51 |
| Bulletins rejetés       | 0        |       |
| Taux de participation   | 61 / 290 | 21,03 |

- Démission de Louison Busque, conseiller #5, le 21 janvier 2022[14].

- Démission de Jean-François Poulin, conseiller #1, le 4 mars 2022[15].

- Élection sans opposition de Vincent Nadeau au poste de conseiller #1 et de Tony Gilbert au poste de conseiller #5 le 29 mai 2022[16].

| Candidats conseiller #1 | Vote            | %               |
| ----------------------- | --------------- | --------------- |
| Vincent Nadeau          | Sans opposition | Sans opposition |

| Candidats conseiller #5 | Vote            | %               |
| ----------------------- | --------------- | --------------- |
| Tony Gilbert            | Sans opposition | Sans opposition |

### Saint-René
Résultats
|             | Élection (2017)                                                                               | Dissolution (2021)                                                                     | Élection (2021)                                                                                    |
| Maire       | Luc Paquet                                                                                    | Luc Paquet                                                                             | Jean-Guy Deblois                                                                                   |
| Conseillers | Michaël Lessard Lacroix Gino Fortin Sylvain Veilleux Carl Audet Sébastien Doyon Michaël Morin | Michaël Lessard Lacroix Vacant Sylvain Veilleux Raymond Roy Daniel Bégin Michaël Morin | Michaël Lessard Lacroix Steve Gagné Sylvain Veilleux Sébastien Parent Daniel Bégin Kathie Veilleux |

| Taux de participation :                | Taux de participation :                | Taux de participation :                | Taux de participation :                | Taux de participation :                | 37,8 % |
| Nombre de votes valides :              | Nombre de votes valides :              | Nombre de votes valides :              | Nombre de votes valides :              | Nombre de votes valides :              | 273    |
| Nombre de votes rejetées à la mairie : | Nombre de votes rejetées à la mairie : | Nombre de votes rejetées à la mairie : | Nombre de votes rejetées à la mairie : | Nombre de votes rejetées à la mairie : | 3      |
| Nombre d'électeurs inscrits :          | Nombre d'électeurs inscrits :          | Nombre d'électeurs inscrits :          | Nombre d'électeurs inscrits :          | Nombre d'électeurs inscrits :          | 731    |

| Candidats pour la mairie      | Vote | %     |
| ----------------------------- | ---- | ----- |
| Jean-Guy Deblois              | 165  | 60,44 |
| Jairo Alberto Arenas Calderon | 108  | 39,56 |

| Candidats conseiller #1           | Vote | %     |
| --------------------------------- | ---- | ----- |
| Michaël Lessard Lacroix (Sortant) | 138  | 50,92 |
| Yvon Pépin                        | 133  | 49,08 |

| Candidats conseiller #2 | Vote            | %               |
| ----------------------- | --------------- | --------------- |
| Steve Gagné             | Sans opposition | Sans opposition |

| Candidats conseiller #3    | Vote            | %               |
| -------------------------- | --------------- | --------------- |
| Sylvain Veilleux (Sortant) | Sans opposition | Sans opposition |

| Candidats conseiller #4 | Vote            | %               |
| ----------------------- | --------------- | --------------- |
| Sébastien Parent        | Sans opposition | Sans opposition |

| Candidats conseiller #5 | Vote            | %               |
| ----------------------- | --------------- | --------------- |
| Daniel Bégin (Sortant)  | Sans opposition | Sans opposition |

| Candidats conseiller #6 | Vote            | %               |
| ----------------------- | --------------- | --------------- |
| Kathie Veilleux         | Sans opposition | Sans opposition |

- Démission de Michaël Lessard, conseiller #1, annoncée lors de la séance du 7 mars 2022[17].

- Élection de William Lagrange au poste de conseiller #1 le 12 juin 2022[18].

| Candidats conseiller #1 | Vote      | %     |
| ----------------------- | --------- | ----- |
| William Lagrange        | 88        | 78,75 |
| Raymond Roy             | 24        | 21,43 |
| Bulletins rejetés       | 0         |       |
| Taux de participation   | 112 / 754 | 14,85 |

- Démission de Jean-Guy Deblois, maire, le 15 octobre 2022 à la suite d'un déménagement en dehors de la municipalité[19],[20]. Sylvain Veilleux, conseiller #3, occupe la fonction de maire suppléant pendant l'intérim[20].

- Démission de Sylvain Veilleux, conseilleur #3 et maire suppléant, annoncée lors de la séance du 6 février 2023[21].

- Élection sans opposition de Sylvain Veilleux au poste de maire le 5 mars 2023[22].

| Candidats pour la mairie                    | Vote            | %               |
| ------------------------------------------- | --------------- | --------------- |
| Sylvain Veilleux (sortant d'un autre poste) | Sans opposition | Sans opposition |

- Élection de Marco Grondin au poste de conseiller #3 le 26 mars 2023[23].

| Candidats conseiller #3 | Vote      | %     |
| ----------------------- | --------- | ----- |
| Marco Grondin           | 153       | 90,00 |
| Patrick Cloutier        | 17        | 10,00 |
| Bulletins rejetés       | 0         |       |
| Taux de participation   | 170 / 754 | 22,55 |

### Saint-Simon-les-Mines
Résultats
|             | Élection (2017)                                                                              | Dissolution (2021) | Élection (2021)                                                                           |
| Maire       | Martin St-Laurent                                                                            | Martin St-Laurent  | André Lapointe                                                                            |
| Conseillers | Gilles Larivière Paul Tanguay Richard Rodrigue André Lapointe Jean-Yves Busque Nadia Poirier |                    | Gilles Larivière Katy Campeau François Bégin Chantal Poulin Jean-Yves Busque Julie Hébert |

| Candidats pour la mairie                  | Vote            | %               |
| ----------------------------------------- | --------------- | --------------- |
| André Lapointe (Sortant d'un autre poste) | Sans opposition | Sans opposition |

| Candidats conseiller #1    | Vote            | %               |
| -------------------------- | --------------- | --------------- |
| Gilles Larivière (Sortant) | Sans opposition | Sans opposition |

| Candidats conseiller #2 | Vote            | %               |
| ----------------------- | --------------- | --------------- |
| Katy Campeau            | Sans opposition | Sans opposition |

| Candidats conseiller #3 | Vote            | %               |
| ----------------------- | --------------- | --------------- |
| François Bégin          | Sans opposition | Sans opposition |

| Candidats conseiller #4 | Vote            | %               |
| ----------------------- | --------------- | --------------- |
| Chantal Poulin          | Sans opposition | Sans opposition |

| Candidats conseiller #5    | Vote            | %               |
| -------------------------- | --------------- | --------------- |
| Jean-Yves Busque (Sortant) | Sans opposition | Sans opposition |

| Candidats conseiller #6 | Vote            | %               |
| ----------------------- | --------------- | --------------- |
| Julie Hébert (Sortante) | Sans opposition | Sans opposition |

### Saint-Théophile
Résultats
|             | Élection (2017)                                                                                    | Dissolution (2021)                                                                                | Élection (2021)                                                                             |
| Maire       | Clément Létourneau                                                                                 | Clément Létourneau                                                                                | Alain Chabot                                                                                |
| Conseillers | Mathieu Létourneau Mathieu Poulin Keven Lefebvre Caroline Veilleux Ghyslain Faucher Réal Champagne | Mathieu Létourneau Mario Gilbert Fabien Couture Caroline Veilleux Ghyslain Faucher Réal Champagne | Keven Lefebvre Mario Gilbert Fabien Couture Michel Paquet Ghyslain Faucher Dominique Fortin |

| Taux de participation :                | Taux de participation :                | Taux de participation :                | Taux de participation :                | Taux de participation :                | 51,8 % |
| Nombre de votes valides :              | Nombre de votes valides :              | Nombre de votes valides :              | Nombre de votes valides :              | Nombre de votes valides :              | 336    |
| Nombre de votes rejetées à la mairie : | Nombre de votes rejetées à la mairie : | Nombre de votes rejetées à la mairie : | Nombre de votes rejetées à la mairie : | Nombre de votes rejetées à la mairie : | 6      |
| Nombre d'électeurs inscrits :          | Nombre d'électeurs inscrits :          | Nombre d'électeurs inscrits :          | Nombre d'électeurs inscrits :          | Nombre d'électeurs inscrits :          | 660    |

| Candidats pour la mairie | Vote | %     |
| ------------------------ | ---- | ----- |
| Alain Chabot             | 256  | 76,19 |
| Richard Vigneault        | 80   | 23,81 |

| Candidats conseiller #1 | Vote            | %               |
| ----------------------- | --------------- | --------------- |
| Keven Lefebvre          | Sans opposition | Sans opposition |

| Candidats conseiller #2 | Vote            | %               |
| ----------------------- | --------------- | --------------- |
| Mario Gilbert (Sortant) | Sans opposition | Sans opposition |

| Candidats conseiller #3  | Vote            | %               |
| ------------------------ | --------------- | --------------- |
| Fabien Couture (Sortant) | Sans opposition | Sans opposition |

| Candidats conseiller #4      | Vote | %     |
| ---------------------------- | ---- | ----- |
| Michel Paquet                | 227  | 69,21 |
| Caroline Veilleux (Sortante) | 101  | 30,79 |

| Candidats conseiller #5    | Vote            | %               |
| -------------------------- | --------------- | --------------- |
| Ghyslain Faucher (Sortant) | Sans opposition | Sans opposition |

| Candidats conseiller #6 | Vote            | %               |
| ----------------------- | --------------- | --------------- |
| Dominique Fortin        | Sans opposition | Sans opposition |

- Démission de Michel Paquet, conseiller #4, le 14 avril 2022 en raison d'un différend avec le directeur-général de la municipalité[24],[25].

- Démission de Fabien Couture, conseiller #3, le 6 mai 2022[24].

- Démission de Mario Gilbert, conseiller #2, le 17 juin 2022[26].

- Entrée au conseil de Serge Beaudoin au poste de conseiller #2 et de Michel Marquis au poste de conseiller #4 dès la séance du 11 octobre 2022[27],[28].

| Candidats conseiller #2 | Vote            | %               |
| ----------------------- | --------------- | --------------- |
| Serge Beaudoin          | Sans opposition | Sans opposition |

| Candidats conseiller #4 | Vote            | %               |
| ----------------------- | --------------- | --------------- |
| Michel Marquis          | Sans opposition | Sans opposition |

- Élection de Jacques Mccollough au poste de conseiller #3 dès la séance du 8 novembre 2022[28].

| Candidats conseiller #3 | Vote      | %     |
| ----------------------- | --------- | ----- |
| Jacques Mccollough      | 94        | 52,81 |
| Natacha Landry          | 84        | 47,19 |
| Bulletins rejetés       | 2         |       |
| Taux de participation   | 180 / 624 | 28,85 |

- Démission de Keven Lefevre, conseiller #1, le 18 avril 2023[29].

- Démission de James Mccollough, conseiller #3, le 17 mai 2023[30].

- Élection sans opposition de Patricia Paquet au poste de conseillère #1 et de Paula Lacoursière au poste de conseillère #3 le 16 juillet 2023[31].

| Candidats conseiller #1 | Vote            | %               |
| ----------------------- | --------------- | --------------- |
| Patricia Paquet         | Sans opposition | Sans opposition |

| Candidats conseiller #3 | Vote            | %               |
| ----------------------- | --------------- | --------------- |
| Paula Lacoursière       | Sans opposition | Sans opposition |